# Jacksonville Jaguars 2017
La stagione 2017 dei Jacksonville Jaguars è la 22ª della franchigia nella National Football League, la prima con Doug Marrone come capo-allenatore dopo che questi era stato l'allenatore ad interim nelle ultime due gare della stagione precedente. Con la vittoria sugli Houston Texans nella settimana 15, la squadra si è qualificata ai playoff per la prima volta dal 2007. La settimana seguente si assicurata il primo titolo di division dal 1999, il terzo complessivo.
Nel primo turno di playoff i Jaguars hanno battuto i Buffalo Bills mentre la settimana successiva hanno espugnato l'Heinz Field di Pittsburgh battendo gli Steelers per 45-42, tornando in finale di conference per la prima volta dal 1996. La loro stagione si è chiusa con la sconfitta contro i New England Patriots.

## Scelte nel Draft 2017
| Scelte dei Jaguars nel Draft 2016 |        |                   |       |           |
| Giro                              | Scelta | Giocatore         | Ruolo | College   |
| 1                                 | 4      | Leonard Fournette | RB    | LSU       |
| 2                                 | 34     | Cam Robinson      | OT    | Alabama   |
| 3                                 | 68     | Dawuane Smoot     | DE    | Illinois  |
| 4                                 | 110    | Dede Westbrook    | WR    | Oklahoma  |
| 5                                 | 148    | Blair Brown       | LB    | Ohio      |
| 7                                 | 222    | Jalen Myrick      | CB    | Minnesota |
| 7                                 | 240    | Marquez Williams  | FB    | Miami     |

## Staff
| Staff dei Jacksonville Jaguars |
| --- |
| Organi dirigenziali - Proprietario – Shahid Khan - Presidente – Mark Lamping - General manager – Trent Baalke - Direttore degli osservatori del college – Michael Davis - Direttore degli osservatori dei professionisti – Regis Eller - Direttore del personale professionistico – DeJuan Polk - Coordinatore del personale dei giocatori – Drew Hughes - Chief football strategy officer – Tony Khan Capo allenatore - Doug Pederson Altri allenatori - Preparatore atletico – Vacante - Assistente p.a. – Adam Potts - Assistente p.a. – Brandon Ireland - Preparatore associato – Kevin Maxen - Preparatore associato – Jackson Schafer Allenatori dell'attacco - Coordinatore offensivo – Press Taylor - Gioco sui passaggi – Jim Bob Cooter - Quarterbacks – Mike McCoy - Assistente quarterback – Andrew Breiner - Running back – Bernie Parmalee - Assistente running back – Tyler Tettleton - Wide receivers – Chris Jackson - Tight ends – Richard Angulo - Offensive line – Phil Rauscher - Assistant offensive line – Todd Washington - Offensive quality control – Nick Williams Allenatori della difesa - Coordinatore difensivo – Mike Caldwell - Defensive line – Brentson Buckner - Assistente defensive line – Rory Segrest - Outside linebacker – Bill Shuey - Inside linebacker – Tony Gilbert - Gioco sui passaggi/cornerback – Deshea Townsend - Safety – Cody Grimm - Assistente difesa senior – Bob Sutton - Controllo qualità difesa – Patrick Reilly Allenatori dello special team - Coordinatore dello special team – Heath Farwell - Assistente special team – Luke Thompson |

## Roster
| Roster dei Jacksonville Jaguars nel 2017 |
| --- |
| Quarterback - 5 Blake Bortles - 7 Chad Henne Running Back - 40 Tommy Bohanon FB - 27 Leonard Fournette - 30 Corey Grant KR - 33 Chris Ivory - 24 T.J. Yeldon Wide Receiver - 84 Keelan Cole - 88 Allen Hurns - 11 Marqise Lee - 15 Allen Robinson - 12 Dede Westbrook Tight End - 83 Ben Koyack - 89 Marcedes Lewis - 80 James O'Shaughnessy Offensive Linemen - 60 A.J. Cann G - 65 Brandon Linder C - 77 Patrick Omameh G - 78 Jermey Parnell T - 75 Will Poehls T - 64 Chris Reed G - 74 Cam Robinson T - 69 Tyler Shatley C - 73 Josh Walker G - 72 Josh Wells T Defensive Linemen - 54 Eli Ankou DT - 93 Calais Campbell DE - 99 Marcell Dareus DT - 56 Dante Fowler DE - 97 Malik Jackson DT - 95 Abry Jones DT - 91 Yannick Ngakoue DE - 59 Carroll Phillips DE - 94 Dawuane Smoot DE Linebacker - 53 Blair Brown MLB - 44 Myles Jack MLB - 58 Deon King OLB - 55 Lerentee McCray OLB - 52 Donald Payne LB - 51 Paul Posluszny OLB - 50 Telvin Smith OLB Defensive Back - 21 A.J. Bouye CB - 42 Barry Church SS - 22 Aaron Colvin CB - 39 Tashaun Gipson FS - 31 Jalen Myrick CB - 23 Tyler Patmon CB - 20 Jalen Ramsey CB - 25 Peyton Thompson FS - 26 Jarrod Wilson SS Special Team - 49 Colin Holba LS - 2 Josh Lambo K - 3 Brad Nortman P Lista delle riserve - 17 Arrelious Benn WR (IR) - 96 Michael Bennett DT (IR) - 14 Justin Blackmon WR (Sospeso) - 34 Tyler Gaffney RB (IR) - 13 Rashad Greene WR (IR) - 35 Jarrod Harper S (IR) - 43 I'Tavius Mathers RB (IR) - 43 Matt Overton LS (IR) - 18 Larry Pinkard WR (IR) - 81 Mychal Rivera TE (IR) - 15 Allen Robinson WR (IR) - 10 Jaelen Strong WR (IR) - 46 Carson Tinker LS (IR) - 14 Shane Wynn WR (IR) Squadra di allenamento - 41 Tim Cook RB (Practice squad/Injured) - 79 Hunter Dimick DE - 57 Brooks Ellis LB - 66 Avery Gennesy G (Practice squad/Injured) - 86 David Grinnage TE - 90 Darius Kilgo DT - 38 Charlie Miller S - -- Walt Powell WR - 29 Sammy Seamster CB - -- Tevaun Smith WR - 70 Brandon Thomas G - 38 Brandon Wilds RB 53 attivi, 14 inattivi, 10 nella squadra di allenamento |
| Legenda - I rookie sono in corsivo. - Il primo ruolo è il principale mentre gli eventuali successivi indicano i ruoli secondari. - (IR) sta per Injured Reserve ed indica la lista ristretta per un solo giocatore infortunato che può tornare ad allenarsi dopo la settimana 6 e a rientrare in prima squadra dopo che questa ha giocato 8 partite. - (NF-Inj.) / (NF-Ill.) stanno rispettivamente per Non-Football Injured e Non-Football Illness ed indicano le liste dove viene inserito un giocatore che ha un infortunio o una malattia non dipendente dal football americano. - (PUP) sta per Physically Unable to Perform ed indica la lista dove viene inserito un giocatore mentre è in attesa di recuperare la condizione fisica. Nella stagione regolare dopo la sesta partita giocata dalla propria squadra, il giocatore ha tempo tre settimane per riprendere ad allenarsi, più tre settimane aggiuntive dal suo rientro agli allenamenti per rientrare in prima squadra. |

## Calendario

### Stagione regolare
| Stagione regolare |                    |                    |                       |                    |                    |                               |                    |                    |
| Turno             | Data               | Ora (ET)           | Avversario            | Risultato          | Record             | Stadio                        | TV                 | Sintesi            |
| 1                 | 10/9               | 13:00              | a Houston Texans      | V 29-7             | 1-0                | NRG Stadium                   | CBS                | Recap              |
| 2                 | 17/9               | 13:00              | Tennessee Titans      | S 16-37            | 1-1                | EverBank Field                | CBS                | Recap              |
| 3                 | 24/9               | 9:30               | Baltimore Ravens      | V 44-7             | 2-1                | Wembley Stadium (Londra)      | CBS                | Recap              |
| 4                 | 1/10               | 13:00              | a New York Jets       | S 23-20            | 2-2                | MetLife Stadium               | CBS                | Recap              |
| 5                 | 8/10               | 13:00              | a Pittsburgh Steelers | V 30-9             | 3-2                | Heinz Field                   | CBS                | Recap              |
| 6                 | 15/10              | 16:05              | Los Angeles Rams      | S 17-27            | 3-3                | EverBank Field                | Fox                | Recap              |
| 7                 | 22/10              | 13:00              | a Indianapolis Colts  | V 27-0             | 4-3                | Lucas Oil Stadium             | CBS                | Recap              |
| 8                 | Settimana di pausa | Settimana di pausa | Settimana di pausa    | Settimana di pausa | Settimana di pausa | Settimana di pausa            | Settimana di pausa | Settimana di pausa |
| 9                 | 5/11               | 13:00              | Cincinnati Bengals    | V 23-7             | 5-3                | EverBank Field                | CBS                | Recap              |
| 10                | 12/11              | 13:00              | Los Angeles Chargers  | V 20-17            | 6-3                | EverBank Field                | CBS                | Recap              |
| 11                | 19/11              | 13:00              | a Cleveland Browns    | V 19-7             | 7-3                | FirstEnergy Stadium           | CBS                | Recap              |
| 12                | 26/11              | 16:25              | a Arizona Cardinals   | S 24-27            | 7-4                | University of Phoenix Stadium | CBS                | Recap              |
| 13                | 3/12               | 13:00              | Indianapolis Colts    | V 30-10            | 8-4                | EverBank Field                | CBS                | Recap              |
| 14                | 10/12              | 13:00              | Seattle Seahawks      | V 30-24            | 9-4                | EverBank Field                | Fox                | Recap              |
| 15                | 17/12              | 13:00              | Houston Texans        | V 45-7             | 10-4               | EverBank Field                | CBS                | Recap              |
| 16                | 24/12              | 16:05              | a San Francisco 49ers | S 33-44            | 10-5               | Levi's Stadium                | CBS                | Recap              |
| 17                | 31/12              | 13:00              | a Tennessee Titans    | S 10-15            | 10-6               | Nissan Stadium                | CBS                | Recap              |

Note
- Gli avversari della propria division sono in grassetto.

### Playoff
| Playoff          |      |                            |           |        |                  |         |
| Turno            | Data | Avversario (seed)          | Risultato | Record | Stadio           | Sintesi |
| Wild Card        | 7/1  | Buffalo Bills (6)          | V 10-3    | 1–0    | EverBank Field   | Recap   |
| Divisional       | 14/1 | a Pittsburgh Steelers (2)  | V 45-42   | 2-0    | Heinz Field      | Recap   |
| AFC Championship | 21/1 | a New England Patriots (1) | S 20-24   | 2-1    | Gillette Stadium | Recap   |

## Premi individuali

### Pro Bowler
Quattro giocatori dei Jaguars sono stati convocati per il Pro Bowl 2018, tutti in difesa:
- Jalen Ramsey, cornerback, 1ª convocazione
- A.J. Bouye, cornerback, 1ª convocazione
- Calais Campbell, defensive end, 3ª convocazione
- Malik Jackson, defensive tackle, 1ª convocazione

### Premi settimanali e mensili
- Calais Campbell:

difensore della AFC della settimana 1
- Telvin Smith:

difensore della AFC della settimana 5
- Leonard Fournette:

running back della settimana 5
- Jaydon Mickens:

giocatore degli special team della AFC della settimana 9
giocatore degli special team della AFC della settimana 14
- A.J. Bouye

difensore della AFC della settimana 10